# Tyson Kidd
Theodore James Wilson (* 11. Juli 1980 in Calgary, Alberta), besser bekannt unter seinem Ringnamen Tyson Kidd, ist ein ehemaliger kanadischer Wrestler. Seit Juni 2017 ist er bei der WWE als Produzent beschäftigt.

## Privatleben
Tyson Kidd und Natalya sind verheiratet. Ihre Hochzeit fand im Juni 2013 bei Total Divas statt.

## Wrestling-Karriere

### Training
Wilson wurde im berühmten Trainingskeller der Harts, dem Dungeon, ausgebildet. Hier wurde er von Tokyo Joe entdeckt, der ihm später auch einen Platz bei New Japan Pro-Wrestling verschaffte.

### Independent-Ligen (2002–2006)
Sein erstes Match bestritt er bereits im Alter von 15 Jahren bei Stampede Wrestling. Mit 16 Jahren durfte er an einer House-Show der WWE teilnehmen. Im April 2002 wrestelte Wilson in Japan. Hier absolvierte er fünf Touren. Außerdem nahm er an einem Wettbewerb von New Japan Pro-Wrestling teil. 2004 absolvierte eine Tour mit All Star Wrestling in England.
Bei Stampede Wrestling bekam Wilson den Ringnamen Stampede Kid. Hier durfte er zusammen mit Bruce Hart die Stampede Wrestling International Tag Team Championship gewinnen.
Im September 2006 durfte er die Stampede North American Heavyweight Championship erhalten, indem er Apocalypse besiegte. 2007 tat Wilson sich mit dem Wrestler Juggernaut zusammen, mit dem er die International Tag Team Championship erhielt.

### WWE (seit 2006)

#### Developmental-Territories (2006–2008)
2006 unterschrieb er einen Vertrag bei der WWE. Er wechselte zunächst nach Deep South Wrestling, einer Entwicklungsliga der WWE. Hier war er mit Nattie Neidhart liiert. Als sich WWE und DSW trennten, wechselte er nach Florida Championship Wrestling. Hier bildete er zusammen mit Harry Smith, Nattie Neidhart, Teddy Hart, und Ted DiBiase, Jr. die Next Generation Hart Foundation.

#### The Hart Dynasty (2009–2010)

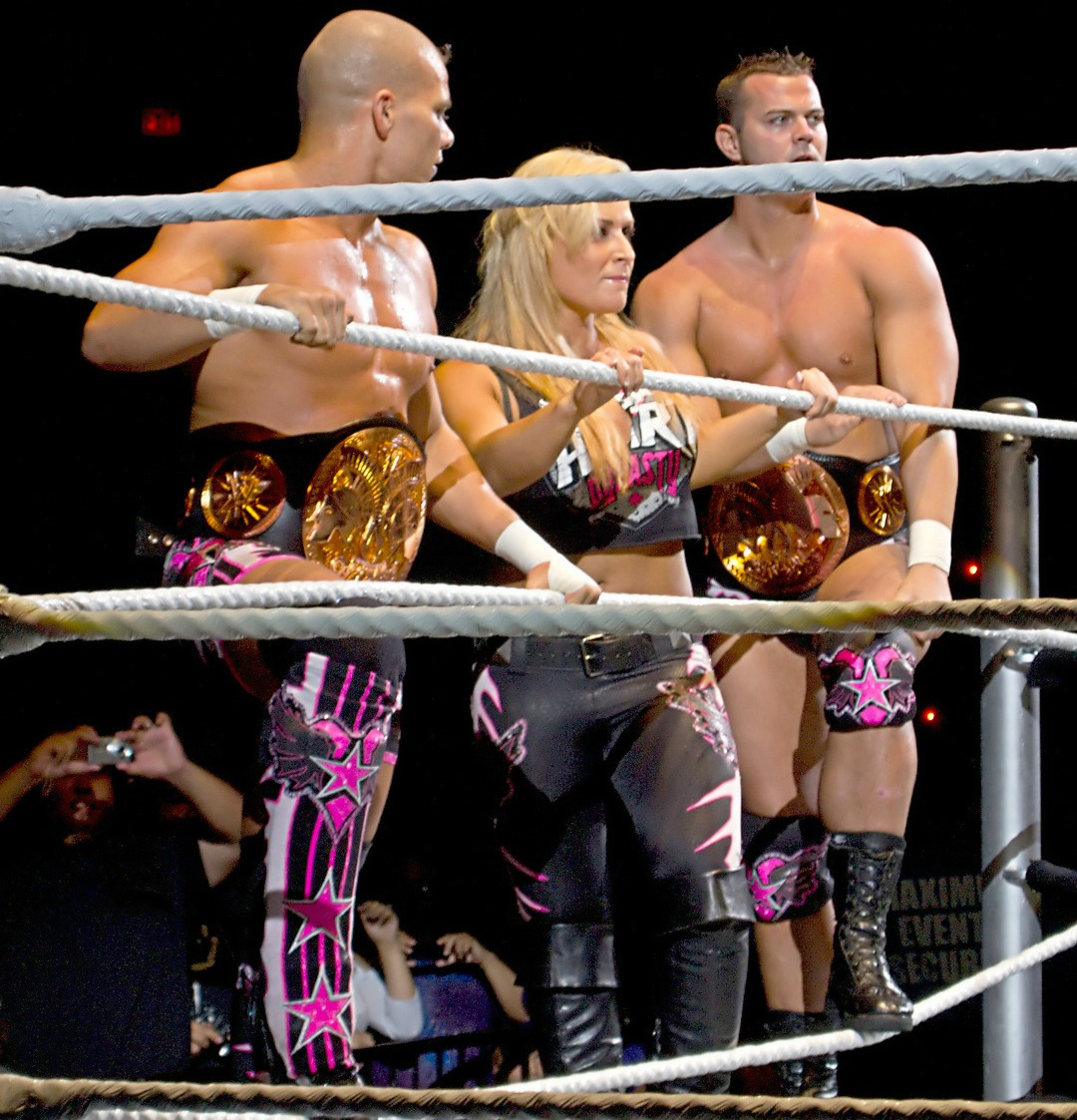
The Hart Dynasty als WWE Tag Team Champions 2010.

2009 bildete Wilson gemeinsam mit seiner Freundin und Managerin Natalya ein Team. Wilson war nun unter seinem Ringnamen Tyson Kidd tätig. Er trat zur damaligen Zeit in der WWE-Show ECW auf. In der ECW-Ausgabe vom 12. Mai 2009 attackierte David Hart Smith Finlay, um Kidd zu helfen. Dieses Eingreifen bewirkte den Zusammenschluss der Hart Dynasty. Am 29. Juni 2009 wechselte das Team zu SmackDown. Hier fehdeten sie mit dem Team Cryme Tyme. Sie durften auch an der WWE-Großveranstaltung Bragging Rights teilnehmen, wo sie zusammen mit Chris Jericho, Kane, Finlay, Matt Hardy und R-Truth gegen das Team von Raw auch gewinnen durften. Anfang 2010 fehdeten sie mit The Great Khali und Matt Hardy.
Im März 2010 bei Wrestlemania 26, verhalfen sie Bret Hart zu einem Sieg gegen Vince McMahon, und vollzogen somit einen Face-Turn. Sie fehdeten nun gemeinsam mit Bret Hart gegen die damaligen Tag-Team Champions, Big Show und The Miz. Bei der WWE-Großveranstaltung Extreme Rules verdienten sie sich ein Titelmatch durften sie diese auch besiegen und einen Tag zum ersten Mal die WWE Tag-Team Championship erhalten. Am 26. April 2010 wurde die Hart Dynasty im Rahmen des WWE Drafts zu Raw gelost. Die WWE Tag Team Championship verloren Wilson und Smith am 19. September bei Night of Champions an Cody Rhodes und Drew McIntyre. Nach dem Titelverlust löste sich das Tag Team wenig später auf.

#### Verschiedene Fehden und Rücktritt (2011–2015)
Am 26. April 2011 wurde er durch den WWE Draft 2011 ins SmackDown-Roster gewechselt. Ab dem 12. Mai 2011 wurden ihm verschiedene Manager zur Verfügung gestellt.
In der 5. Staffel von WWE NXT fungierte er als Pro von Lucky Cannon.
Tyson Kidd erlitt im Juni 2015 in einem Dark-Match gegen Samoa Joe eine Verletzung der Wirbelsäule und musste operiert werden. Seither ist er nicht mehr als Wrestler aufgetreten und ist mittlerweile Backstage als Produzent bei der WWE tätig.

## Wrestling-Erfolge
World Wrestling Entertainment

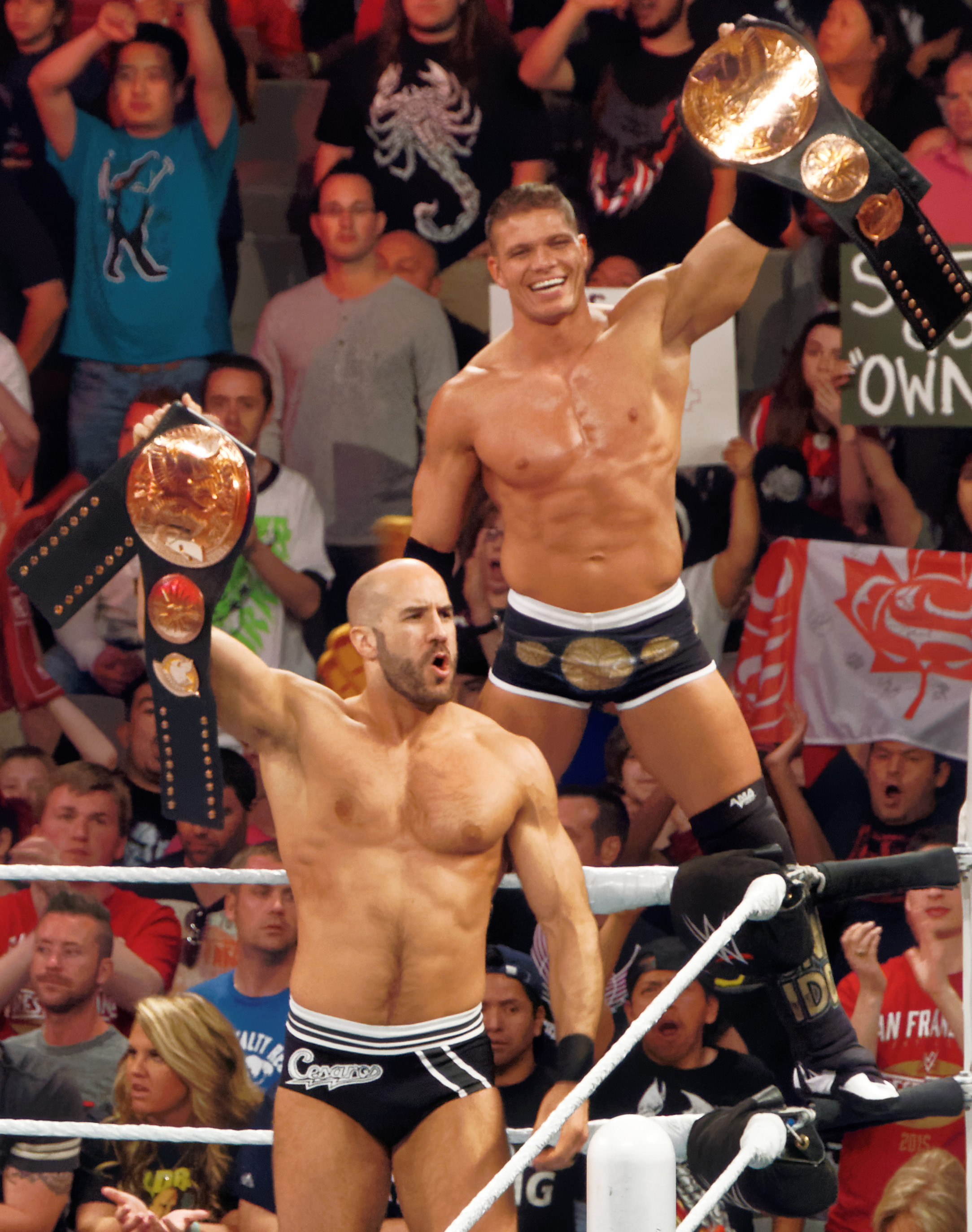
Cesaro und Tyson Kidd als WWE Tag Team Champions, 2015.

- World Tag Team Championship (1× mit David Hart Smith)
- WWE Tag Team Championship (1× mit David Hart Smith, 1× mit Cesaro)

Florida Championship Wrestling
- FCW Southern Heavyweight Championship (1×)
- FCW Florida Tag Team Championship (1× mit DH Smith)

Stampede Wrestling
- Stampede North American Heavyweight Championship (2×)
- Stampede British Commonwealth Mid-Heavyweight Championship (1×)
- Stampede International Tag Team Championship (1× mit Bruce Hart, 1× mit Juggernaut)

Canadian Wrestling Hall of Fame
- Class of 2016

AWA Pinnacle Wrestling
- AWA Pinnacle Heavyweight Championship (1×)

Great Canadian Wrestling
- GCW National Championship (1×)

Prairie Wrestling Alliance
- PWA Heavyweight Championship (2×)
- PWA Tag Team Championship (1× mit Harry Smith)